# Sigbert Heister
Sigbert Heister (Kirchberg an der Raab, 1646-22 de febrero de 1718) fue un feldmarschall austríaco. 

## Biografía

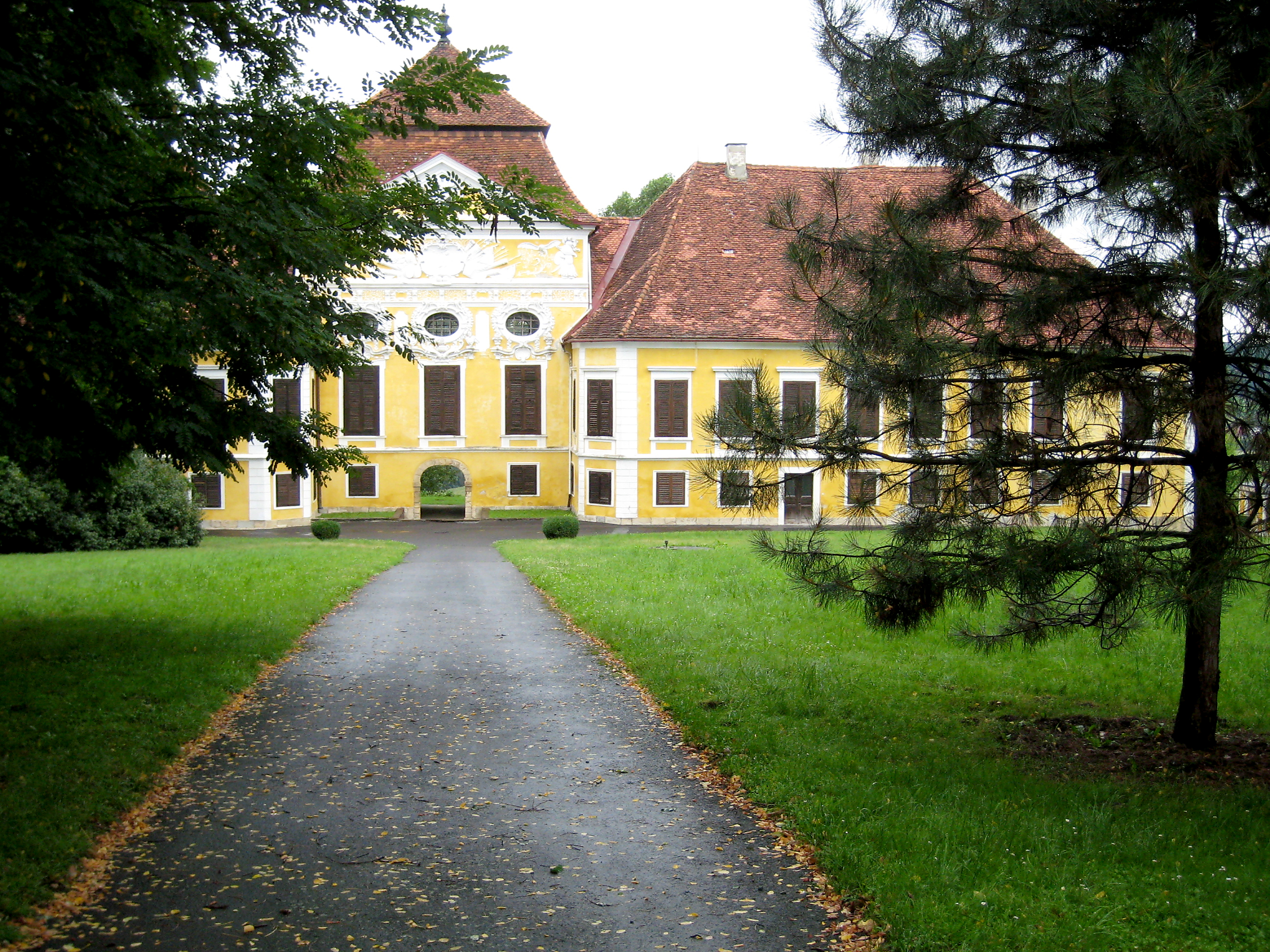
Castillo de Kirchberg an der Raab en la actualidad.

Sus padres fueron el barón Gottfried von Heister (1609-1679), vicepresidente del Hofkriegsrat y su esposa María Anna von Virmond. Su hermano Hannibal Joseph († 1719) se convirtió en el mayor general imperial y comandante en Croacia.
Sigbert Heister luchó contra los turcos desde 1665, luego contra los franceses y en campañas posteriores en las que también se distinguió por su valentía y perspicacia después de haber sido nombrado general. Ya era mayor cuando fue gravemente herido el 6 de junio de 1678 en la lucha por el puente de Rheinfelden. Se recuperó y en 1682 recibió del emperador la orden para formar un regimiento, y fue nombrado coronel. En 1683, Heister participó en el alivio de Viena del asedio turco y la campaña que siguió. En 1686 fue nombrado mayor general. En los años siguientes, Heister luchó en el frente turco en Transilvania.
Heister dirigió a la infantería del príncipe Luis de Baden en 1689 en las batallas de Batočina y Niš. El 3 de marzo de 1682 fue elevado al rango de conde imperial y ascendido a teniente mariscal de campo. Luego, en 1693, comandaría un cuerpo independiente contra los rebeldes en la Alta Hungría.
Sus medios económicos le permitieron comprar el señorío de Kirchberg, su lugar de nacimiento, por 60.000 florines. En 1704 hizo demoler la estructura de defensa abandonada de los propietarios y construyó un acogedor complejo de castillos, que gradualmente amplió para incluir varios estanques de peces, una gran instalación de cría de ganado y caballos y e incluso una orangerie.
En 1697, Heister fue uno de los comandantes principales del príncipe Eugenio en la batalla de Zenta. En 1699 se le dio nuevamente el mando de un cuerpo independiente. En la guerra de sucesión española fue utilizado en Baviera y Tirol en 1703.
Los levantamientos de los kuruc empezaron a tomar mayor grado de protagonismo, porque mientras la mayoría del ejército bajo el príncipe Eugenio luchaba contra los franceses y Baviera, las multitudes de los malcontenten ("insatisfechos", en fuentes alemanas) se estaban aproximando a Viena. Rápidamente se erigieron fortificaciones alrededor de la capital para contener el avance (Linienwall).
Heister fue nombrado feldmarschall y asumió el mando de las tropas reunidas apresuradamente, con las que atacó un destacamento del ejército de los kurucok al mando del conde Sándor Károlyi cerca de St. Niclas en mayo de 1704. En el transcurso del año, logró varias veces llevar a los rebeldes a la batalla y derrotarlos (22 de junio cerca de Győr y el 26 de diciembre de 1704 cerca de Trnava). Al hacerlo, trató de devolver la lucha a la zona origen del levantamiento, a Hungría y la Alta Hungría. Allí, Heister procedió con severidad férrea. Sin embargo, dado que la corte imperial todavía esperaba negociar la paz con los húngaros, Heister fue convocado a Viena de vez en cuando, donde tuvo que justificar sus acciones. A pesar de vencer en la batalla de Trnava, en la que Heister dirigió personalmente el ataque decisivo de la caballería que aniquiló por completo a la infantería enemiga (se reportaron casi 2.000 muertos y 3.000 prisioneros, 14 cañones y más de 30 banderas húngaras), fue retirado del teatro de la guerra y entregar el mando al general Herbeville.
En 1706, el Hofskriegrat envió a Heister a Italia para ver al príncipe Eugenio. En 1708, sin embargo, se le otorgó de nuevo el alto mando en Hungría después de que ni Herbeville ni su sucesor hubieran podido poner fin al levantamiento. El 4 de agosto de 1708 tuvo lugar la batalla decisiva de Trenčín, en la que las tropas de Heister derrotaron al enemigo, que le duplicaba en número. El alto mando de Heister se transfirió más tarde al líder de la caballería húngara János Pálffy, quien, recién ascendido a mariscal de campo, puso fin a la campaña en 1711, en parte a través de batallas victoriosas y en parte a través de hábiles negociaciones.
En 1716, Heister volvió a servir bajo el mando del príncipe Eugenio en el estallido de la guerra turca, primero en el Banato y el 22 de agosto de 1717 en la victoriosa batalla de Belgrado, en la que su hijo murió. Heister probablemente no pudo superar la muerte de su hijo. Al año siguiente murió en su castillo de Kirchberg, fue enterrado en la iglesia parroquial local, donde una lápida en latín hoy alaba sus hechos.
En 1876, la calle Heistergasse en Viena-Brigittenau (distrito 20), recibió su nombre.

## Familia
Estuvo casado cuatro veces. Su primera esposa fue Anna Maria von Zinzendorf, la hija del conde Ferdinand von Zinzendorf y su esposa Rebecka Regina von Gienger. De este matrimonio nacerían:
- Johann Albert (* 1676; † 16 de octubre de 1746) teniente mariscal de campo y consejero de guerra de la corte ⚭ 5 de mayo de 1711 Gabriele Josepha von Kaunitz (2 de abril de 1690; † 6 de marzo de 1769)[2]
- Rudolf (⚔21 de septiembre de 1717 en el sitio de Belgrado) teniente mariscal de campo

Más tarde contrajo matrimonio con Eleonore von Khuenburg y Maria Josepha von Gleisbach (†5 de abril de 1749)